# Monastíri (Achaïe)
Monastíri, en grec moderne : Μοναστήρι, est un village du dème d'Égialée, dans le district régional d'Achaïe, en Grèce. 
Selon le recensement de 2011, la population de Monastíri compte 119 habitants. 